# Borbachschlösschen

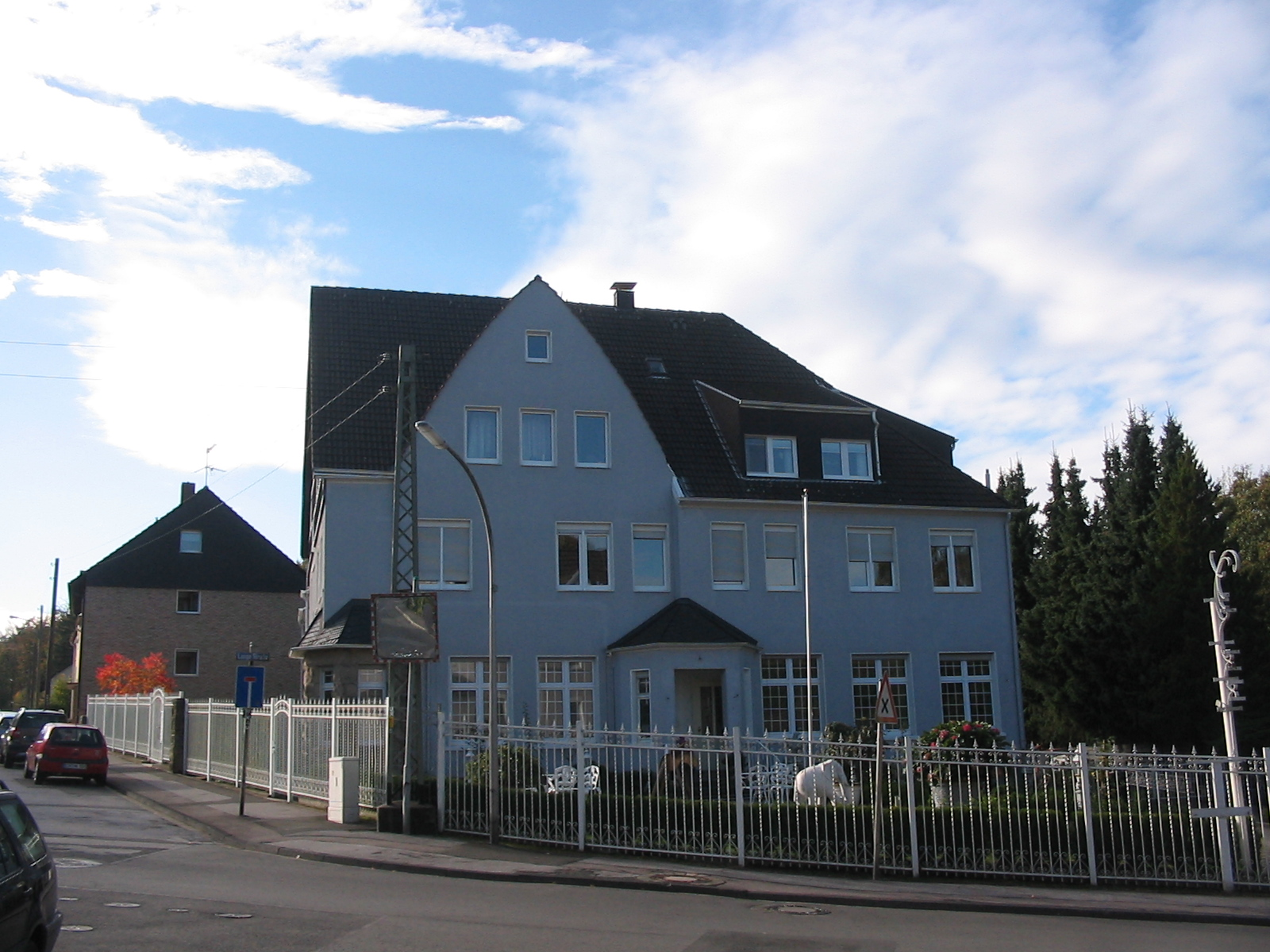
Borbachschlösschen

Das Borbachschlösschen liegt im Borbachtal im Wittener Stadtteil Annen oberhalb der Ruhr in unmittelbarer Nähe des Hohensteins. Das Gebäude wurde 1867 errichtet.
Seine dezente Architektur wird vor allem durch den gotisch anmutenden Spitzbogen und die Erker aus Ruhrsandstein geprägt.

## Geschichte
Das Gebäude wurde 1867 als Gaststätte errichtet. Der Erbauer und Eigentümer war der Kaufmann Johann Gerhard Sticht. Im Jahre 1912 wurde das Gebäude erheblich vergrößert und erhielt seine bis heute prägende architektonische Gestaltung.  Die Historismus-Stuckdecken und Säulen und die Jugendstil-Bleiverglasungen bezeugen die kulturgeschichtlichen Epochen der Architektur dieses Gebäudes.
Im Borbachschlösschen befand sich 1939 ein Raum für kirchliche Zwecke, der auch vom Paderborner Generalvikariat am 8. April 1939 genehmigt wurde. Für die Ausstattung des Raumes, für den auch für 400 Mark ein Harmonium angeschafft wurde, standen außerdem ein Altar und ein transportabler Beichtstuhl zur Verfügung. Für den Raum wurde vierteljährlich eine Miete von 30 Mark bezahlt.
Auch nach den Zerstörungen des Zweiten Weltkrieges nutzte die katholische Kirche diesen Saal für ihre Gottesdienste.
In den 1950er-Jahren war das Borbachschlösschen ein beliebtes Garten- und Ausflugslokal im Borbachtal.
Heute wird das Borbachschlösschen von der Familie Hasenkamp bewohnt, die das Gebäude umfassend restaurierte. Die Familie Hasenkamp gehört zu den ältesten Familien der Region. Die Familie stammt aus Stiepel und Weitmar bei Bochum. In der zweiten Hälfte des 15. Jahrhunderts errichtete Wennemar von Hasenkamp den Rittersitz der Familie Haus Weitmar. Im Eingangsbereich des Borbachschlösschens befindet sich heute ein großformatiges Ölgemälde von Haus Weitmar in Bochum.

## Architektur und Ausstattung
Mit etwa 30 Räumen gehört das Borbachschlösschen zu den kleineren Landschlössern seiner Zeit. Die restaurierten Stuckdecken aus der Zeit des Historismus und die zahlreichen Stuck-Säulen mit ionischen Kapitellen verleihen dem Gebäude einen gediegenen, schlossartigen Charakter. Zur heutigen Ausstattung gehören zahlreiche Möbel der Manufaktur Warrings und eine Sammlung von Genre-Gemälden des 18. Jahrhunderts.
Im Erdgeschoss befindet sich die alte Küche und der große Saal, der bis 2010 als Gaststätte genutzt wurde. Heute wird der Saal für Seminare, Konzerte und Lesungen der Akademie im Borbachschlösschen genutzt. Aus der Zeit des Jugendstils stammen ein Fliesenboden im Erdgeschoss und kunstvolle Bleiverglasungen in den Erkerfenstern.
Der Gewölbekeller zeigt die Baukunst des 19. Jahrhunderts. Große tonnenschwere Sandsteinquader bilden das Fundament des Hauses und sorgen für ein ausgeglichenes Klima. Im ersten Geschoss, der „Beletage“, dominiert die Bibliothek auf mehr als 300 m² Fläche. Dort sind mehr als 3.000 Bände der neueren Zeit und etwa 500 antiquarische Bücher untergebracht.